# Oskar Hes
Oskar Hes (n. 26 decembrie 1998, Praga, Cehia) este un actor ceh.

## Carieră
De la vârsta de nouă la doisprezece ani a jucat roluri de copil în musicalurile Carmen, Polská krev și Golem. A dorit să studieze muzica și teatrul la Conservatorul din Praga, dar nu a fost acceptat. Prin urmare, s-a înscris la Conservatorul Jaroslav Ježek pentru a studia teatrul muzical, unde a absolvit în 2020. Din același an, a fost membru al Teatrului Švanda. Primul său rol important a fost în serialul de televiziune În singurătate. A mai apărut în filmul Dukla 61 sau în serialul Král Šumavy, unde a jucat rolul principal. Cel mai mare succes al său de până acum a fost rolul lui Josef Mašín din filmul Bratři, care i-a adus o nominalizare pentru Leul Ceh.
În 2024 a fost una dintre personalitățile celei de-a 13-a serii a concursului de televiziune de dans StarDance …když hvězdy tančí, pe care l-a câștigat împreună cu Kateřina Bartuněk-Hrstková.

## Viața personală
Părinții săi sunt coregraful Richard Hes și dansatoarea Marcela Karleszová. Are un frate geamăn, Oliver, ucenic tâmplar și lăcătuș.

## Filmografie
- În singurătate (2016) – serial TV
- Specialisté (2018, 2021) – serial TV
- Rédl (2018) – serial TV
- Haunted (2018, 2019) – serial TV
- Dukla 61 (2018) – film TV
- Anatomie zrady (2020) – film TV
- Bábovky (2020)
- Město (2021)
- Spící město (2021)
- Zátopek (2021)
- Božena (2021) – serial TV
- Po čem muži touží 2 (2022)
- Prezidentka (2022)
- Král Šumavy: Fantom temného kraje (2022) – serial TV
- Pozadí událostí (2022) – serial TV
- Případy 1. oddělení (2022) – serial TV
- Bratři (2023)
- O malých věcech (2023)
- Kriminálka Anděl (2023) – serial TV
- Iveta (2023) – serial TV